# مارتین اسکورسیزی
مارتین چارلز اسکورسیزی (انگلیسی: Martin Charles Scorsese؛ زادهٔ ۱۷ نوامبر ۱۹۴۲) فیلم‌ساز آمریکایی است. آثار او مضامین گوناگونی مانند هویت ایتالیایی-آمریکایی، مفاهیم کاتولیکِ گناه و رستگاری، ایمان، شاه نر، هیچ‌انگاری، جنایت و فرقه‌گرایی را دربردارد. پنج فیلم او از سوی کتابخانه کنگره که از دید «فرهنگی، تاریخی یا زیبایی‌شناختی» قابل توجه‌است، در فهرست ملی ثبت فیلم ثبت شده‌است. اسکورسیزی در سال ۱۹۹۰ سازمان غیرانتفاعی بنیاد فیلم، در ۲۰۰۷ بنیاد جهانی سینما و در ۲۰۱۷ پروژه میراث فیلم آفریقا را تأسیس کرده‌است.
اسکورسیزی در دانشگاه نیویورک تحصیل کرد و در سال ۱۹۶۴ لیسانس ادبیات انگلیسی خود را از آن‌جا دریافت کرد. او در سال ۱۹۶۸ مدرک کارشناسی ارشد هنرهای زیبا در فیلم را از دانشکده مدرسه هنر تیش دریافت کرد. نخستین فیلم بلند او، چه کسی در اتاقم را می‌زند (۱۹۶۷) از سوی راجر ایبرت، منتقد سینما، مورد تحسین قرار گرفت. او مستند وودستاک (۱۹۷۰) را به همراه دوستش ساخت که برندهٔ جایزهٔ اسکار شد. اسکورسیزی در سال ۱۹۷۱ به هالیوود نقل مکان کرد و در آن‌جا با تعدادی از کارگردانان جوان همکاری کرد. او سپس فیلم‌های باکسکار برتا (۱۹۷۲) و خیابان‌های پایین شهر (۱۹۷۳) را کارگردانی کرد.
اسکورسیزی در ۱۰ فیلم با رابرت دنیرو همکاری کرده‌است. فیلم‌های او با دنیرو عبارتند از تریلر روان‌شناختی راننده تاکسی (۱۹۷۶)، درام ورزشی زندگی‌نامه‌ای گاو خشمگین (۱۹۸۰)، کمدی سیاه سلطان کمدی (۱۹۸۲)، درام موزیکال نیویورک، نیویورک (۱۹۷۷)، تریلر روان‌شناختی تنگه وحشت (۱۹۹۱) و فیلم‌های جنایی خیابان‌های پایین شهر (۱۹۷۳)، رفقای خوب (۱۹۹۰)، کازینو (۱۹۹۵) مرد ایرلندی (۲۰۱۹) و قاتلان ماه گل (۲۰۲۳). همکاری‌های او با لئوناردو دی‌کاپریو نیز مورد توجه است؛ او شش فیلم دی‌کاپریو را کارگردانی کرده‌است: فیلم حماسی تاریخی دارودسته‌های نیویورکی (۲۰۰۲)، فیلم زندگی‌نامه‌ای هوانورد (۲۰۰۴)، تریلر جنایی جدامانده (۲۰۰۶)، تریلر روان‌شناختی جزیره شاتر (۲۰۱۰)، کمدی سیاه گرگ وال استریت (۲۰۱۳) و قاتلان ماه گل (۲۰۲۳). جدامانده برندهٔ جوایز اسکار بهترین کارگردانی و بهترین فیلم شد. اسکورسیزی همچنین همکاری طولانی مدتی با تدوین‌گر فیلم تلما شونمیکر داشته‌است. از دیگر کارهای سینمایی اسکورسیزی می‌توان به کمدی سیاه پس از ساعات اداری (۱۹۸۵)، درام عاشقانه عصر معصومیت (۱۹۹۳)، درام ماجراجویی هوگو (۲۰۱۱) و حماسی مذهبی‌های آخرین وسوسه مسیح (۱۹۸۸)، کوندان (۱۹۹۷) و سکوت اشاره کرد.
در سال ۲۰۰۷، جایزه مرکز کندی از سوی مرکز هنرهای نمایشی جان اف کندی به‌دلیل نفوذش در فرهنگ آمریکایی به او اهدا و در سال ۲۰۰۳ ستاره‌ای با نام او در پیاده‌روی مشاهیر هالیوود ثبت شد. او همچنین در سال ۲۰۱۲ جایزهٔ بفتا فلوشیپ را دریافت کرد. اسکورسیزی برای مشارکت خود در سینما جایزهٔ یک عمر دستاورد هنری بنیاد فیلم آمریکا را دریافت کرد و علاوه بر این برندهٔ جوایز نخل طلا، بهترین کارگردان جشنواره کن، شیر نقره‌ای، یک جایزهٔ گرمی، سه جایزهٔ امی ساعات پربیننده، سه جایزهٔ گلدن گلوب، سه جایزهٔ بفتا و دو جایزهٔ انجمن کارگردانان آمریکا شده‌است. اسکورسیزی همچنین برای کار در تلویزیون، از جمله کارگردانی قسمت‌هایی از امپراتوری بوردواک و واینل از شبکهٔ اچ‌بی‌او مشهور است. او طرفدار موسیقی راک است و چندین مستند در این زمینه از جمله وودستاک (۱۹۷۰)، آخرین والس (۱۹۷۸) و راهی به خانه نیست (۲۰۰۵) را تدوین و کارگردانی کرده‌است.

## آغاز زندگی و تحصیلات
مارتین چارلز اسکورسیزی در ۱۷ نوامبر ۱۹۴۲ در محلهٔ فلاشینگ در ناحیهٔ کویینز شهر نیویورک به دنیا آمد. او در محله لیتل ایتالی، منهتن در ناحیه منهتن این شهر بزرگ شد. پدر و مادرش، کاترین اسکورسیزی (پیش از ازدواج با نام خانوادگی کاپا) و چارلز اسکورسزی، در منطقه گارمنت کار می‌کردند. چارلز اتوکش لباس و بازیگر بود؛ کاترین نیز خیاط و بازیگر بود. همهٔ چهار پدربزرگ و مادربزرگ اسکورسیزی از مهاجران ایتالیایی اهل سیسیل بودند که از طرف پدرش اهل پولیتزی جنروسا و از طرف مادرش اهل چیمیننا بودند. نام خانوادگی لاتین اصلی این خانواده Scozzese در زبان ایتالیایی به معنای «اسکاتلندی» بود و بعداً به دلیل خطای رونویسی به Scorsese تغییر یافت.
اسکورسیزی در مکانی عمدتاً کاتولیک بزرگ شد. او در کودکی به آسم مبتلا بود و نمی‌توانست با بچه‌های دیگر ورزش یا در فعالیتی شرکت کند؛ بنابراین والدین و برادر بزرگترش اغلب او را به سینما می‌بردند. این مرحله از زندگی‌اش بود که به سینما علاقه نشان داد. او در نوجوانی در برانکس، اغلب فیلم داستان‌های هافمن (۱۹۵۱) ساختهٔ پاول و پرسبرگر را از فروشگاهی که یک نسخه از نوار فیلم داشت، اجاره می‌کرد. او یکی از تنها دو نفری بود که هر چند وقت یک بار آن را اجاره می‌کردند. دیگری، جورج ای. رومرو، نیز کارگردان سینما شد.
اسکورسیزی از سابو دستگیر و ویکتور ماتیور به‌عنوان بازیگران مورد علاقهٔ خود در دوران جوانی نام برده‌است. او همچنین از تأثیر فیلم‌های پاول و پرسبرگر در سال‌های ۱۹۴۷–۱۹۴۷ یعنی نرگس سیاه و کفش‌های قرمز که تکنیک‌های ابداعی آن‌ها بعداً بر فیلمسازی او تأثیر گذاشت، صحبت کرده‌است. اسکورسیزی می‌گوید که در نوجوانی شیفتهٔ حماسه‌های تاریخی بوده‌است و به نظر می‌رسد حداقل دو فیلم از این ژانر، سرزمین فراعنه و ال سید، دارای تأثیر ماندگاری بر کار سینمایی او بوده‌است. اسکورسیزی همچنین در این زمان سینمای نئورئالیستی را تحسین کرد و در مورد اینکه چگونه دزد دوچرخه، رم، شهر بی‌دفاع و به ویژه پاییزا منبع الهامی شدند و بر دیدگاه یا تصویر او از ریشه‌های سیسیلی‌اش (که تبارش از آن‌جا بود) تأثیر گذاشتند، توضیح داد. به گفتهٔ اسکورسیزی، قسمتی سیسیلی از پاییزا اثر روبرتو روسلینی که برای نخستین بار در تلویزیون با اقوامش که خود از مهاجران سیسیلی بودند دید، تأثیر قابل توجهی بر زندگی او داشت. او مدیونِ موج نوی فرانسه بودن را بیان کرد و گفت «موج نوی فرانسه بر همهٔ فیلم‌سازانی که از آن زمان کار کرده‌اند، چه این فیلم‌ها را دیده‌اند و چه ندیده‌اند، تأثیر گذاشته‌است». او می‌گوید کارهای ساتیاجیت رای، اینگمار برگمان، آندری وایدا، میکل‌آنجلو آنتونیونی، فدریکو فلینی، ایشیرو هوندا و ایجی تسوبورایا تأثیر قابل توجهی بر حرفه‌اش گذاشته‌است. اگرچه اسکورسیزی عادتی به مطالعه در خانه نداشت، در اواخر دههٔ ۱۹۵۰، او به ادبیات گراید و اساساً به جان کلام (۱۹۴۸) اثر گراهام گرین، چهره مرد هنرمند در جوانی (۱۹۱۶) اثر جیمز جویس و یادداشت‌های زیرزمینی اثر فیودور داستایفسکی اشاره کرد.
اسکورسیزی در دبیرستان پسرانهٔ کاردینال هیز در برانکس شرکت کرد و در سال ۱۹۶۰ فارغ‌تحصیل شد. او در ابتدا تمایل داشت که کشیش شود و در حوزه علمیه مقدماتی تحصیل کرد، اما پس از سال نخست مردود شد. این امر جای خود را به سینما داد و بنابراین اسکورسیزی در کالج واشینگتن اسکوئر دانشگاه نیویورک ثبت نام کرد و آن‌جا در سال ۱۹۶۴ مدرک لیسانس زبان انگلیسی گرفت. او مدرک کارشناسی ارشد خود را در سال ۱۹۶۸ از دانشکدهٔ آموزش دانشگاه نیویورک دریافت کرد.

## زندگی شخصی
اسکورسیزی در سال ۱۹۶۵ با همسر نخستش لارین ماری برنان ازدواج کرد که تا ۱۹۷۱ ادامه داشت. آن‌ها دختری به‌نام کاترین دارند که نامش برگرفته از نام مادر اسکورسیزی است.
اسکورسیزی در سال ۱۹۷۶ با نویسنده جولیا کامرون ازدواج کرد. آن‌ها دختر بازیگری به‌نام دومینیکا کامرون-اسکورسیزی دارند که در فیلم عصر معصومیت (۱۹۹۳) حضور داشت. یک سال پس از ازدواج، این زوج طلاق غیرتوافقی داشتند که اساس نخستین فیلم کامرون، اثری کمدی سیاه با نام خواست خدا (God's Will) شد. دخترشان در این فیلم نیز بازی کرد. دخترشان به بازیگری، نویسندگی، کارگردانی و تهیه‌کنندگی ادامه داد.
پیش از پایان سال ۱۹۷۹، اسکورسیزی با بازیگر ایزابلا روسلینی ازدواج کرد و چهار سال در کنار هم ماندند و در سال ۱۹۸۳ طلاق گرفتند. او در سال ۱۹۸۵ با تهیه‌کننده باربارا دی فینا ازدواج کرد و در سال ۱۹۹۱ طلاق گرفتند. از سال ۱۹۸۹ تا ۱۹۹۷، اسکورسیزی رابطه عاشقانه‌ای با بازیگر ایلیانا داگلاس داشت.
در سال ۱۹۹۹، اسکورسیزی با همسر کنونی خود، هلن شرمرهرن موریس ازدواج کرد. آنها یک دختر، بازیگر و فیلم‌ساز به‌نام فرانچسکا دارند که در فیلم‌های پدرش رفتگان، هوگو و هوانورد ظاهر شد و در مینی‌سریال همینیم که هستیم (۲۰۲۰) نقشی کلیدی داشت.
اسکورسیزی خود را کاتولیک ترک دین کرده می‌داند. در سال ۲۰۱۶، اسکورسیزی دوباره خود را کاتولیک معرفی کرد و گفت «پس از سال‌ها فکر کردن به چیزهای دیگر، و هر از گاهی تحقیق، به‌عنوان کاتولیک راحت‌تر هستم. من به اصول کاتولیک اعتقاد دارم.»

## فیلم‌شناسی
| سال  | عنوان                        | توزیع‌کننده                      | ژانر               | بازیگران اصلی                                 | امتیاز IMDb |
| ---- | ---------------------------- | ------------------------------- | ------------------ | --------------------------------------------- | ----------- |
| ۱۹۶۷ | چه کسی در اتاقم را می‌زند     | همکاران جوزف برنر               | درام               | زوئی تالر، باربارا دل                         | 6.6         |
| ۱۹۷۲ | باکس‌کار برتا                 | آمریکن اینترنشنال پیکچرز        | درام/جنایی         | باربارا هرشی، دیوید کارادین                   | 6.0         |
| ۱۹۷۳ | خیابان‌های پایین شهر          | برادران وارنر                   | جنایی              | رابرت دنیرو، هاروی کایتل                      | 7.2         |
| ۱۹۷۴ | آلیس دیگر اینجا زندگی نمی‌کند | برادران وارنر                   | درام               | الن برستین، کریس کریستوفرسون                  | 7.3         |
| ۱۹۷۶ | راننده تاکسی                 | کلمبیا پیکچرز                   | روان‌شناختی/جنایی   | رابرت دنیرو، جودی فاستر                       | 8.2         |
| ۱۹۷۷ | نیویورک، نیویورک             | یونایتد آرتیستس                 | موزیکال/درام       | رابرت دنیرو، لایزا مینلی                      | 6.6         |
| ۱۹۸۰ | گاو خشمگین                   | یونایتد آرتیستس                 | زندگی‌نامه‌ای/ورزشی  | رابرت دنیرو، جو پشی                           | 8.2         |
| ۱۹۸۲ | سلطان کمدی                   | استودیو قرن بیستم               | کمدی/درام          | رابرت دنیرو، جری لوئیس                        | 7.8         |
| ۱۹۸۵ | پس از ساعات اداری            | برادران وارنر                   | کمدی سیاه          | گریفین دان، روزانا آرکت                       | 7.6         |
| ۱۹۸۶ | رنگ پول                      | والت دیزنی پیکچرز               | درام/ورزشی         | پل نیومن، تام کروز                            | 7.0         |
| ۱۹۸۸ | آخرین وسوسه مسیح             | یونیورسال پیکچرز                | مذهبی/درام         | ویلم دفو، باربارا هرشی                        | 7.5         |
| ۱۹۹۰ | رفقای خوب                    | برادران وارنر                   | جنایی/زندگی‌نامه‌ای  | رابرت دنیرو، ری لیوتا، جو پشی                 | 8.7         |
| ۱۹۹۱ | تنگه وحشت                    | یونیورسال پیکچرز                | تریلر/جنایی        | رابرت دنیرو، نیک نولت                         | 7.3         |
| ۱۹۹۳ | عصر معصومیت                  | کلمبیا پیکچرز                   | درام تاریخی        | دنیل دی‌لوئیس، میشل فایفر                      | 7.2         |
| ۱۹۹۵ | کازینو                       | یونیورسال پیکچرز                | جنایی/درام         | رابرت دنیرو، شارون استون، جو پشی              | 8.2         |
| ۱۹۹۷ | کوندان                       | بونا ویستا دیستربیوشن           | زندگی‌نامه‌ای/تاریخی | تنزن چویال، مادوپال                           | 6.7         |
| ۱۹۹۹ | احیای مردگان                 | پارامونت پیکچرز / بونا ویستا    | روان‌شناختی/درام    | نیکلاس کیج، پاتریشا آرکت                      | 6.8         |
| ۲۰۰۲ | دارودسته‌های نیویورکی         | بونا ویستا / میرامکس            | تاریخی/جنایی       | لئوناردو دی‌کاپریو، دنیل دی‌لوئیس               | 7.5         |
| ۲۰۰۴ | هوانورد                      | برادران وارنر / میرامکس         | زندگی‌نامه‌ای        | لئوناردو دی‌کاپریو، کیت بلانشت                 | 7.5         |
| ۲۰۰۶ | جدامانده                     | برادران وارنر                   | جنایی/تریلر        | لئوناردو دی‌کاپریو، مت دیمون، جک نیکلسون       | 8.5         |
| ۲۰۱۰ | جزیره شاتر                   | پارامونت پیکچرز                 | روان‌شناختی/نوآر    | لئوناردو دی‌کاپریو، مارک روفالو                | 8.2         |
| ۲۰۱۱ | هوگو                         | پارامونت پیکچرز                 | ماجراجویی/فانتزی   | آسا باترفیلد، کلویی گریس مورتس                | 7.5         |
| ۲۰۱۳ | گرگ وال استریت               | پارامونت پیکچرز                 | کمدی/زندگی‌نامه‌ای   | لئوناردو دی‌کاپریو، جونا هیل                   | 8.2         |
| ۲۰۱۶ | سکوت                         | پارامونت پیکچرز                 | مذهبی/تاریخی       | اندرو گارفیلد، لیام نیسون                     | 7.1         |
| ۲۰۱۹ | مرد ایرلندی                  | نتفلیکس                         | جنایی/زندگی‌نامه‌ای  | رابرت دنیرو، آل پاچینو، جو پشی                | 7.8         |
| ۲۰۲۳ | قاتلان ماه گل                | پارامونت پیکچرز / اپل تی‌وی پلاس | جنایی/تاریخی       | لئوناردو دی‌کاپریو، رابرت دنیرو، لیلی گلداستون | 7.7         |

## بازیگران اسکورسیزی
اسکورسیزی معمولاً از بازیگرانی که قبلاً در فیلم‌هایش شرکت کرده‌اند استفاده می‌کند. به همین صورت ۹ فیلم با حضور رابرت دنیرو ساخته‌است. بعد از شروع قرن بیست و یکم اسکورسیزی از بازیگر جوان‌تری، لئوناردو دی‌کاپریو، در فیلم‌هایش استفاده کرد؛ که حاصل این همکاری ۵ فیلم تا به امروز است. این همکاری به عنوان یکی از بهترین و شورانگیزترین همکاری‌های سینمای معاصر به‌شمار می‌آید.
| بازیگر                  | چه کسی در می‌زند؟ (۱۹۶۸) | باکس‌کار برتا (۱۹۷۲) | خیابان‌های پایین شهر (۱۹۷۳) | آلیس دیگر اینجا زندگی نمی‌کند (۱۹۷۴) | راننده تاکسی (۱۹۷۶) | نیویورک، نیویورک (۱۹۷۷) | گاو خشمگین (۱۹۸۰) | سلطان کمدی (۱۹۸۳) | پس از ساعات اداری (۱۹۸۵) | رنگ پول (۱۹۸۶) | آخرین وسوسه مسیح (۱۹۸۸) | رفقای خوب (۱۹۹۰) | تنگه وحشت (۱۹۹۱) | عصر معصومیت (۱۹۹۳) | کازینو (۱۹۹۵) | احیای مردگان (۱۹۹۹) | دار و دسته‌های نیویورکی (۲۰۰۲) | هوانورد (۲۰۰۴) | جدامانده (۲۰۰۶) | جزیره شاتر (۲۰۱۰) | هوگو (۲۰۱۱) | گرگ وال استریت (۲۰۱۳) | مرد ایرلندی (۲۰۱۹) |  |
| ----------------------- | ----------------------- | ------------------- | -------------------------- | ----------------------------------- | ------------------- | ----------------------- | ----------------- | ----------------- | ------------------------ | -------------- | ----------------------- | ---------------- | ---------------- | ------------------ | ------------- | ------------------- | ----------------------------- | -------------- | --------------- | ----------------- | ----------- | --------------------- | ------------------ |  |
| دیان ابوت               |                         |                     |                            |                                     | N                   | N                       |                   | N                 |                          |                |                         |                  |                  |                    |               |                     |                               |                |                 |                   |             |                       |                    |  |
| فرانک آدونیس            |                         |                     |                            |                                     |                     |                         | N                 |                   |                          |                |                         | N                |                  |                    | N             |                     |                               |                |                 |                   |             |                       |                    |  |
| ویکتور آرگو             |                         | N                   | N                          |                                     | N                   |                         |                   |                   | N                        |                | N                       |                  |                  |                    |               |                     |                               |                |                 |                   |             |                       |                    |  |
| الک بالدوین             |                         |                     |                            |                                     |                     |                         |                   |                   |                          |                |                         |                  |                  |                    |               |                     |                               | N              | N               |                   |             |                       |                    |  |
| پیتر برلینگ             |                         |                     |                            |                                     |                     |                         |                   |                   |                          |                | N                       |                  |                  |                    |               |                     | N                             |                |                 |                   |             |                       |                    |  |
| ورنا بلوم               |                         |                     |                            |                                     |                     |                         |                   |                   | N                        |                | N                       |                  |                  |                    |               |                     |                               |                |                 |                   |             |                       |                    |  |
| دیوید کارادین           |                         | N                   | N                          |                                     |                     |                         |                   |                   |                          |                |                         |                  |                  |                    |               |                     |                               |                |                 |                   |             |                       |                    |  |
| ویلم دفو                |                         |                     |                            |                                     |                     |                         |                   |                   |                          |                | N                       |                  |                  |                    |               |                     |                               | N              |                 |                   |             |                       |                    |  |
| دانیل دی-لوئیس          |                         |                     |                            |                                     |                     |                         |                   |                   |                          |                |                         |                  |                  | N                  |               |                     | N                             |                |                 |                   |             |                       |                    |  |
| رابرت دنیرو             |                         |                     | N                          |                                     | N                   | N                       | N                 | N                 |                          |                |                         | N                | N                |                    | N             |                     |                               |                |                 |                   |             |                       | N                  |  |
| لئوناردو دی‌کاپریو       |                         |                     |                            |                                     |                     |                         |                   |                   |                          |                |                         |                  |                  |                    |               |                     | N                             | N              | N               | N                 |             | N                     |                    |  |
| ایلیانا داگلاس          |                         |                     |                            |                                     |                     |                         |                   |                   |                          |                | N                       | N                | N                |                    |               |                     |                               |                |                 |                   |             |                       |                    |  |
| جودی فاستر              |                         |                     |                            | N                                   | N                   |                         |                   |                   |                          |                |                         |                  |                  |                    |               |                     |                               |                |                 |                   |             |                       |                    |  |
| پالول هرمن              |                         |                     |                            |                                     |                     |                         |                   |                   |                          |                | N                       | N                |                  |                    | N             |                     |                               |                |                 |                   |             |                       | N                  |  |
| ادوارد هرمن             |                         |                     |                            |                                     |                     |                         |                   |                   |                          |                |                         |                  |                  |                    |               |                     |                               | N              |                 |                   |             | N                     |                    |  |
| باربارا هرشی            |                         | N                   |                            |                                     |                     |                         |                   |                   |                          |                | N                       |                  |                  |                    |               |                     |                               |                |                 |                   |             |                       |                    |  |
| مری بت هرت              |                         |                     |                            |                                     |                     |                         |                   |                   |                          |                |                         |                  |                  | N                  |               | N                   |                               |                |                 |                   |             |                       |                    |  |
| هاروی کایتل             | N                       |                     | N                          | N                                   | N                   |                         |                   |                   |                          |                | N                       |                  |                  |                    |               |                     |                               |                |                 |                   |             |                       | N                  |  |
| بن کینگزلی              |                         |                     |                            |                                     |                     |                         |                   |                   |                          |                |                         |                  |                  |                    |               |                     |                               |                |                 | N                 | N           |                       |                    |  |
| جود لا                  |                         |                     |                            |                                     |                     |                         |                   |                   |                          |                |                         |                  |                  |                    |               |                     |                               | N              |                 |                   | N           |                       |                    |  |
| جی. سی. مک‌کنزی          |                         |                     |                            |                                     |                     |                         |                   |                   |                          |                |                         |                  |                  |                    |               |                     |                               | N              | N               |                   |             | N                     |                    |  |
| جرج ممولی               |                         |                     | N                          |                                     |                     | N                       |                   |                   |                          |                |                         |                  |                  |                    |               |                     |                               |                |                 |                   |             |                       |                    |  |
| دیک میلر                |                         |                     |                            |                                     |                     | N                       |                   |                   | N                        |                |                         |                  |                  |                    |               |                     |                               |                |                 |                   |             |                       |                    |  |
| ماری موستون             |                         |                     | N                          | N                                   | N                   | N                       |                   |                   | N                        |                |                         |                  |                  |                    |               |                     |                               |                |                 |                   |             |                       |                    |  |
| امیلی مورتیمر           |                         |                     |                            |                                     |                     |                         |                   |                   |                          |                |                         |                  |                  |                    |               |                     |                               |                |                 | N                 | N           |                       |                    |  |
| هری نورث‌آپ              | N                       | N                   | N                          | N                                   | N                   | N                       |                   |                   |                          |                |                         |                  |                  |                    |               |                     |                               |                |                 |                   |             |                       |                    |  |
| جو پشی                  |                         |                     |                            |                                     |                     |                         | N                 |                   |                          |                |                         | N                |                  |                    | N             |                     |                               |                |                 |                   |             |                       | N                  |  |
| بری پریموس              |                         | N                   |                            |                                     |                     | N                       |                   |                   |                          |                |                         |                  |                  |                    |               |                     |                               |                |                 |                   |             |                       |                    |  |
| جان سی ریلی             |                         |                     |                            |                                     |                     |                         |                   |                   |                          |                |                         |                  |                  |                    |               |                     | N                             | N              |                 |                   |             |                       |                    |  |
| کاترین اسکورسیزی (مادر) | N                       |                     | N                          |                                     |                     |                         |                   | N                 |                          |                |                         | N                | N                | N                  | N             |                     |                               |                |                 |                   |             |                       |                    |  |
| چارلز اسکورسیزی (پدر)   |                         |                     |                            |                                     |                     |                         | N                 | N                 | N                        | N              |                         | N                | N                | N                  |               |                     |                               |                |                 |                   |             |                       |                    |  |
| فرانک سیورو             |                         |                     |                            |                                     |                     | N                       |                   |                   |                          |                |                         | N                |                  |                    |               |                     |                               | N              |                 |                   |             |                       |                    |  |
| جان تورتورو             |                         |                     |                            |                                     |                     |                         | N                 |                   |                          | N              |                         |                  |                  |                    |               |                     |                               |                |                 |                   |             |                       |                    |  |
| فرانک وینسنت            |                         |                     |                            |                                     |                     |                         | N                 |                   |                          |                |                         | N                |                  |                    | N             |                     |                               |                |                 |                   |             |                       |                    |  |
| آل پاچینو               |                         |                     |                            |                                     |                     |                         |                   |                   |                          |                |                         |                  |                  |                    |               |                     |                               |                |                 |                   |             |                       | N                  |  |
| ری وینستون              |                         |                     |                            |                                     |                     |                         |                   |                   |                          |                |                         |                  |                  |                    |               |                     |                               |                | N               |                   | N           |                       |                    |  |

## جوایز

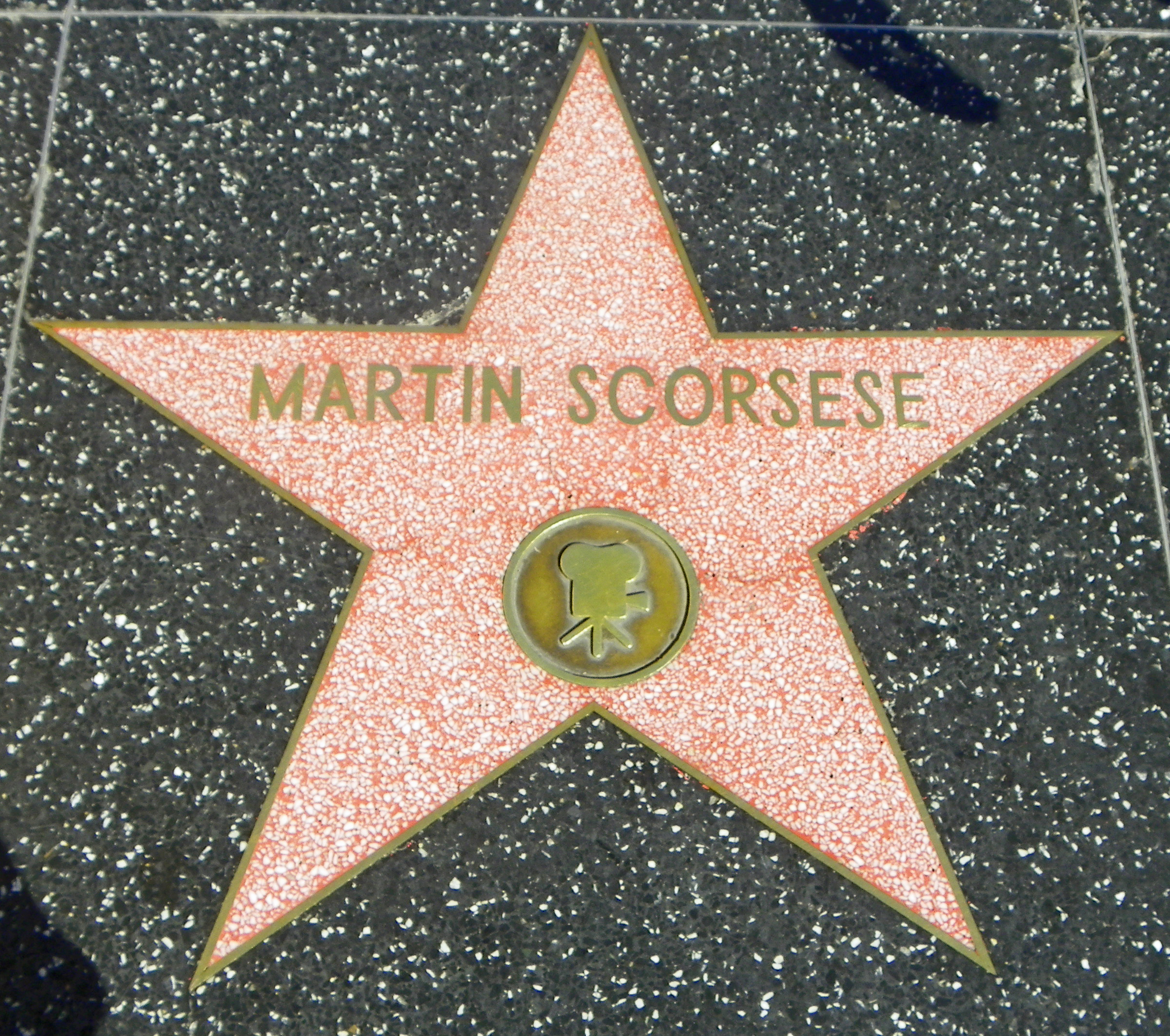
ستاره مارتین اسکورسیزی در بلوار هالیوود

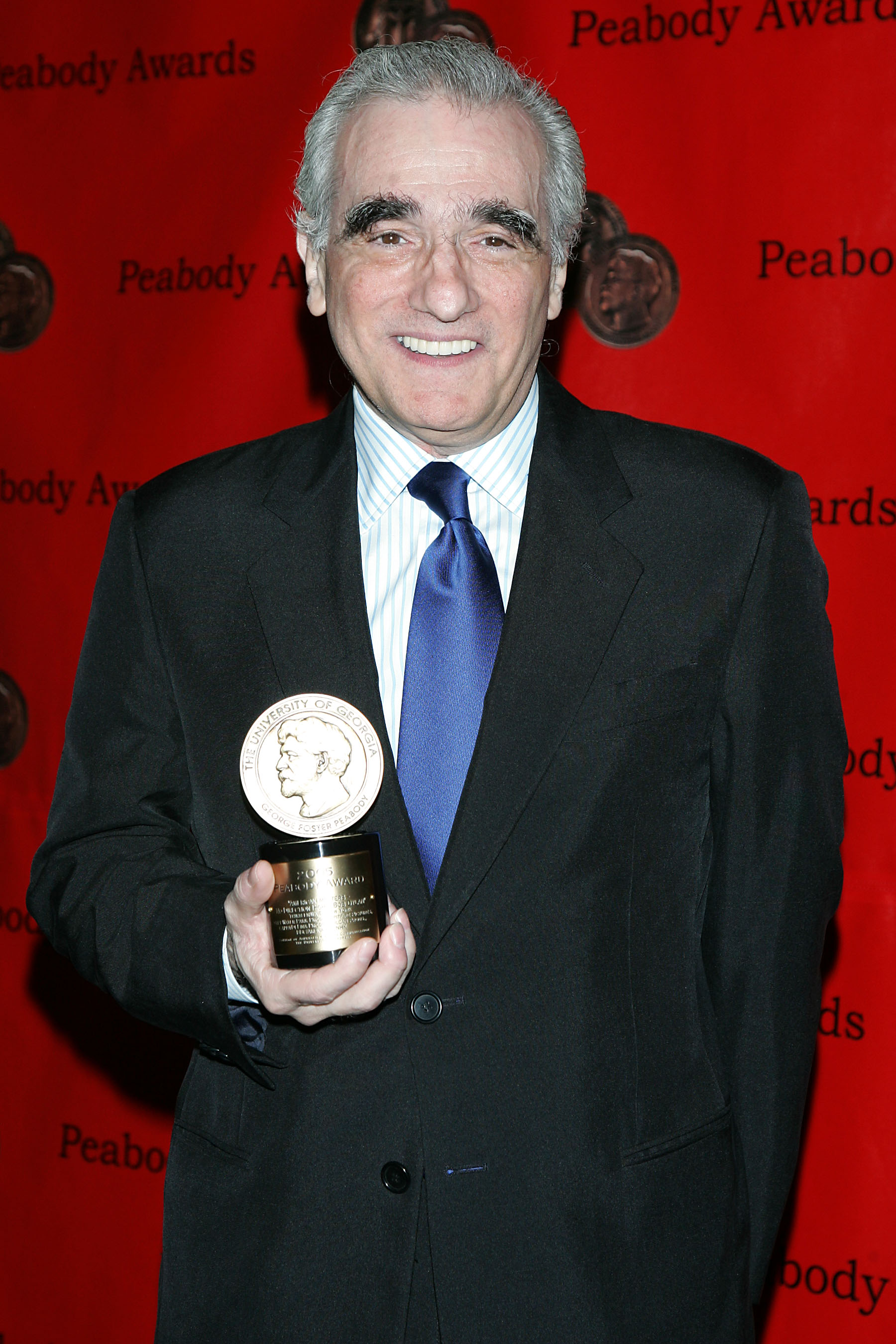
در شصت و پنجمین مراسم سالانه جایزه پیبادی

- ۲۰۱۴ - نامزد اسکار کارگردانی برای فیلم گرگ وال استریت
- ۲۰۱۴ - نامزد اسکار برای بهترین فیلم گرگ وال استریت
- ۲۰۱۴ - نامزد جایزه بهترین کارگردانی جشنواره بفتا برای فیلم گرگ وال استریت
- ۲۰۱۴ - نامزد جایزه بهترین کارگردانی اتحادیه انجمن کارگردانان آمریکا برای فیلم گرگ وال استریت
- ۲۰۱۲ - نامزد اسکار کارگردانی برای فیلم هوگو
- ۲۰۱۲ - نامزد اسکار برای بهترین فیلم هوگو
- ۲۰۱۲ - برنده جایزه گلدن گلوب بهترین کارگردانی برای فیلم هوگو
- ۲۰۱۲ - برنده جایزه افتخاری بافتا برای یک عمر دستاورد هنری
- ۲۰۱۲ - نامزد جایزه بهترین مستند جشنواره بفتا برای مستند جرج هریسون
- ۲۰۱۲ - نامزد جایزه بهترین کارگردانی جشنواره بفتا برای فیلم هوگو
- ۲۰۱۲ - نامزد جایزه بهترین کارگردانی اتحادیه انجمن کارگردانان آمریکا برای فیلم هوگو
- ۲۰۱۲ - نامزد جایزه بهترین کارگردانی اتحادیه انجمن کارگردانان آمریکا برای مستند جرج هریسون
- ۲۰۱۱ - برنده جایزه بهترین کارگردان درام تلویزیونی در مراسم امی برای سریال امپراتوری تبهکاران
- ۲۰۱۱ - نامزد جایزه بهترین سریال درام تلویزیونی در مراسم امی برای سریال امپراتوری تبهکاران
- ۲۰۱۱ - برنده جایزه بهترین کارگردانی تلویزیونی اتحادیه انجمن کارگردانان آمریکا برای سریال امپراتوری تبهکاران
- ۲۰۱۱ - نامزد جایزه بهترین سریال بین‌المللی و جهانی تلویزیون در جشنواره بافتا برای سریال امپراتوری تبهکاران
- ۲۰۱۰ - برنده جایزه بهترین برنامه تلویزیونی در انستیتو فیلم آمریکا برای سریال امپراتوری تبهکاران
- ۲۰۰۹ - برنده جایزه افتخاری گلدن گلوب سیسیل بی دومیل برای یک عمر دستاورد هنری
- ۲۰۰۷ - برنده اسکار بهترین کارگردانی برای فیلم رفتگان
- ۲۰۰۷ - برنده جایزه گلدن گلوب بهترین کارگردانی برای فیلم رفتگان
- ۲۰۰۷ - نامزد جایزه بهترین کارگردانی جشنواره بفتا برای فیلم رفتگان
- ۲۰۰۷ - برنده جایزه بهترین کارگردانی اتحادیه انجمن کارگردانان آمریکا برای فیلم رفتگان
- ۲۰۰۶ - نامزد جایزه بهترین کارگردانی تلویزیونی جشنواره بفتا برای مستند فیلم راهی به خانه نیست: باب دیلان
- ۲۰۰۵ - نامزد اسکار کارگردانی برای فیلم هوانورد
- ۲۰۰۵ - نامزد جایزه گلدن گلوب بهترین کارگردانی برای فیلم هوانورد
- ۲۰۰۵ - نامزد جایزه بهترین کارگردانی جشنواره بفتا برای فیلم هوانورد
- ۲۰۰۵ - نامزد جایزه بهترین کارگردانی اتحادیه انجمن کارگردانان آمریکا برای فیلم هوانورد
- ۲۰۰۳ - نامزد اسکار کارگردانی برای فیلم دار و دسته‌های نیویورکی
- ۲۰۰۳ - برنده جایزه گلدن گلوب بهترین کارگردانی برای فیلم دار و دسته‌های نیویورکی
- ۲۰۰۳ - نامزد جایزه بهترین کارگردانی جشنواره بفتا برای فیلم دار و دسته‌های نیویورکی
- ۲۰۰۳ - نامزد جایزه بهترین کارگردانی اتحادیه انجمن کارگردانان آمریکا برای فیلم دار و دسته‌های نیویورکی
- ۲۰۰۳ - برنده جایزه افتخاری بهترین کارگردانی اتحادیه انجمن کارگردانان آمریکا برای یک عمر دستاورد هنری
- ۱۹۹۶ - نامزد جایزه گلدن گلوب بهترین کارگردانی برای فیلم کازینو
- ۱۹۹۴ - نامزد اسکار فیلم‌نامه اقتباسی برای فیلم عصر معصومیت به همراه جی کوکس
- ۱۹۹۴ - نامزد جایزه گلدن گلوب بهترین کارگردانی برای فیلم عصر معصومیت
- ۱۹۹۴ - نامزد جایزه بهترین کارگردانی اتحادیه انجمن کارگردانان آمریکا برای فیلم عصر معصومیت
- ۱۹۹۲ - نامزد خرس طلای جشنواره برلین برای فیلم تنگه وحشت
- ۱۹۹۱ - نامزد اسکار کارگردانی برای فیلم رفقای خوب
- ۱۹۹۱ - نامزد اسکار فیلم‌نامه اقتباسی برای فیلم رفقای خوب به همراه نیکولاس پیلگی
- ۱۹۹۱ - نامزد جایزه گلدن گلوب بهترین کارگردانی برای فیلم رفقای خوب
- ۱۹۹۱ - نامزد جایزه گلدن گلوب بهترین فیلم‌نامه اقتباسی برای فیلم رفقای خوب به همراه نیکولاس پیلگی
- ۱۹۹۱ - نامزد جایزه بهترین کارگردانی اتحادیه انجمن کارگردانان آمریکا برای فیلم رفقای خوب
- ۱۹۹۱ - نامزد جایزه بهترین فیلم‌نامه اقتباسی اتحادیه انجمن نویسندگان و فیلم‌نامه نویسان آمریکا برای فیلم رفقای خوب به همراه نیکولاس پیلگی
- ۱۹۹۱ - برنده جایزه بهترین فیلم‌نامه اقتباسی جشنواره بفتا برای فیلم رفقای خوب به همراه نیکولاس پیلگی
- ۱۹۹۱ - برنده جایزه بهترین فیلم جشنواره بفتا برای فیلم رفقای خوب
- ۱۹۹۱ - برنده جایزه بهترین کارگردانی جشنواره بفتا برای فیلم رفقای خوب
- ۱۹۹۰ - برنده جایزه شیر نقره‌ای جشنواره ونیز برای کارگردانی فیلم رفقای خوب
- ۱۹۸۹ - نامزد اسکار کارگردانی برای فیلم آخرین وسوسه مسیح
- ۱۹۸۵ - برنده بهترین کارگردانی جشنواره کن برای فیلم پس از ساعات اداری
- ۱۹۸۵ - نامزد نخل طلای جشنواره کن برای فیلم پس از ساعات اداری
- ۱۹۸۴ - نامزد جایزه بهترین کارگردانی جشنواره بفتا برای فیلم سلطان کمدی
- ۱۹۸۳ - نامزد نخل طلای جشنواره کن برای فیلم سلطان کمدی
- ۱۹۸۱ - نامزد اسکار کارگردانی برای فیلم گاو خشمگین
- ۱۹۸۱ - نامزد جایزه گلدن گلوب بهترین کارگردانی برای فیلم گاو خشمگین
- ۱۹۸۱ - نامزد جایزه بهترین کارگردانی جشنواره بفتا برای فیلم گاو خشمگین
- ۱۹۸۱ - نامزد جایزه بهترین کارگردانی اتحادیه انجمن کارگردانان برای فیلم گاو خشمگین
- ۱۹۷۷ - نامزد جایزه بهترین کارگردانی جشنواره بفتا برای فیلم راننده تاکسی
- ۱۹۷۷ - نامزد جایزه بهترین کارگردانی اتحادیه انجمن کارگردانان آمریکا برای فیلم راننده تاکسی
- ۱۹۷۶ - نامزد جایزه بهترین کارگردانی جشنواره بفتا برای فیلم آلیس دیگر اینجا زندگی نمی‌کند
- ۱۹۷۶ - برنده نخل طلای جشنواره کن برای فیلم راننده تاکسی
- ۱۹۷۵ - نامزد نخل طلای جشنواره کن برای فیلم آلیس دیگر اینجا زندگی نمی‌کند
- ۱۹۷۴ - نامزد جایزه بهترین فیلم‌نامه اتحادیه انجمن نویسندگان و فیلم‌نامه نویسان آمریکا برای فیلم خیابان‌های پایین شهر

## اسکورسیزی در رسانه‌ها
در سال ۲۰۲۵، مجموعه مستندی پنج‌قسمتی با عنوان «آقای اسکورسیزی» توسط ربکا میلر ساخته شد که از سامانهٔ نمایش آنلاین اپل تی‌وی پلاس پخش می‌شود. این مستند با دسترسی کامل به آرشیو شخصی اسکورسیزی و مصاحبه‌های مفصل با او، خانواده‌اش و همکاران برجسته‌اش از جمله رابرت دنیرو، لئوناردو دی‌کاپریو، استیون اسپیلبرگ، شارون استون و جودی فاستر، به بررسی زندگی، آثار و دیدگاه‌های هنری او می‌پردازد. این مجموعه از نخستین آثار دانشجویی اسکورسیزی آغاز می‌شود و تا امروز ادامه می‌یابد و به مضامینی چون خیر و شر در ذات انسان، رستگاری، و تأثیر تجربه‌های شخصی بر هنر او می‌پردازد.